# Eric Fisher
Eric William Fisher (Rochester, 5 gennaio 1991) è un ex giocatore di football americano statunitense che ha militato nel ruolo di offensive tackle nella National Football League (NFL). Fu la prima scelta assoluta del Draft NFL 2013 da parte dei Kansas City Chiefs. Al college giocò a football alla Central Michigan University.

## Carriera universitaria
Fisher frequentò la Central Michigan University, dove giocò per i Central Michigan Chippewas dal 2009 al 2012. Dopo la sua ultima stagione, nel 2012, fu inserito nella prima formazione ideale All-American da Pro Football Weekly, nella seconda da Sports Illustrated e nella terza dall'Associated Press. Inoltre fu inserito nella formazione ideale della All-Mid-American Conference (MAC). Fisher vinse due Bowl durante la sua permanenza a CMU: il GMAC Bowl 2010 e il Little Caesars Pizza Bowl nel 2012.

## Carriera professionistica

### Kansas City Chiefs
Fisher era considerato uno dei migliori prospetti tra gli offensive tackle del Draft NFL 2013. Il 25 aprile venne selezionato dai Kansas City Chiefs come prima scelta assoluta e si unì a Joe Staley come l'unico altro giocatore della storia di Central Michigan ad essere scelto nel primo giro del draft. Il 26 luglio firmò un contratto quadriennale del valore di 22,19 milioni di dollari di cui 14,5 milioni di bonus alla firma.
Fisher debuttò come titolare nella vittoria della settimana 1 contro i Jacksonville Jaguars. Anche se i Chiefs vinsero tutte le prime quattro gare, Fisher faticò più del previsto nel ruolo di tackle destro, dopo aver giocato nel lato sinistro al college. Nella settimana 5 saltò la sua prima partita a causa di una commozione cerebrale subita la settimana precedente. Tornò in campo la settimana successiva contro gli Oakland Raiders in cui i Chiefs si mantennero imbattuti. La sua stagione da rookie si concluse con 14 presenze, 13 delle quali come titolare, ma trovando difficoltà ad adattarsi al gioco professionistico: il sito Pro Football Focus, che analizza e stila una graduatoria per ogni giocata di tutti i giocatori, lo classificò al 70º posto su 76 offensive tackle eleggibili per entrare nella sua classifica stagionale.
Nel marzo 2014, l'allenatore dei Chiefs Andy Reid annunciò di voler spostare Fisher nel ruolo di tackle sinistro dopo l'addio alla squadra di Branden Albert. La sua seconda stagione si concluse disputando per la prima volta tutte le 16 partite come titolare. Ancora una volta però si classificò agli ultimi posti delle classifiche di rendimento di Pro Football Focus: su 84 tackle fu posizionato al 72º posto.
Le prestazioni di Fisher migliorarono sensibilmente nella stagione 2015, disputando una prova positiva anche nel primo turno di playoff contro J.J. Watt e la linea difensiva degli Houston Texans. I Chiefs decisero così di sfruttare l'opzione di un quinto anno prevista nel suo contratto.
Nella stagione 2018 Fisher fu convocato per il suo primo Pro Bowl.
Il 2 febbraio 2020 Fisher partì come titolare nel Super Bowl LIV contro i San Francisco 49ers che i Chiefs vinsero per 31-20, conquistando il primo titolo dopo cinquant'anni.
Nella settimana 3 della stagione 2020 contro i Baltimore Ravens, Fisher segnò il primo touchdown in carriera su passaggio da 2 yard di Patrick Mahomes. A fine stagione fu convocato per il suo secondo Pro Bowl (non disputato a causa della pandemia di COVID-19). Kansas City raggiunse il secondo Super Bowl consecutivo ma Fisher non poté prendervi parte a causa della rottura del tendine d'Achille nella finale della AFC contro i Buffalo Bills.
Fisher fu svincolato l'11 marzo 2021 per liberare spazio salariale.

### Indianapolis Colts
Il 12 maggio 2021 Fisher firmò con gli Indianapolis Colts un contratto di un anno del valore di 9,4 milioni di dollari.

### Miami Dolphins
IL 5 dicembre 2022 firmò con il roster attivo dei Miami Dolphins. Il 6 gennaio 2023 fu inserito in lista infortunati malgrado l'essere stato inattivo in ogni partita.

## Palmarès

### Franchigia
- Super Bowl : 1

Kansas City Chiefs: LIV
- American Football Conference Championship: 2

Kansas City Chiefs: 2019, 2020

### Individuale
- Convocazioni al Pro Bowl: 2

2018, 2020